# Lambda
För andra betydelser, se Lambda (olika betydelser).
Lambda (av äldre grekiska λάμβδα lámbda) (versal: Λ, gemen: λ) är den elfte bokstaven i det grekiska alfabetet. Lambda motsvarar L, l i det latinska alfabetet och Л, л i det kyrilliska alfabetet. Bokstaven kommer från feniciska  (lamed), som också är anfader till den tolfte bokstaven i de hebreiska och arabiska alfabetena, ל (lamed) respektive ل (lām) och det syriska alfabetets ܠ (lāmaḏ).
Lambda hade i det joniska talbeteckningssystemet talvärdet 30.

## Olika användningar utanför grekiskan
- Lambda (gement λ) används inom fysiken för att beteckna våglängd eller halveringskonstanten, medan versalt lambda (Λ) betecknar den kosmologiska konstanten.
- Lambda används vanligen inom matematiken, speciellt linjär algebra, för att beteckna en matris egenvärden.
- Lambda är von Mangoldt-funktionen inom matematisk talteori. Lambda betecknar de Bruijn-Newman-konstanten som är nära förbunden med Riemanns hypotes.
- Inom statistiken används lambda för sannolikhetskvoten.
- Inom statistiken används Wilks lambda i multivariat variansanalys (MANOVA-analys) för att jämföra gruppmedelvärden för en kombination av beroende variabler.
- Vid spektral dekomponering av matriser anger lambda diagonalmatrisen för matrisens egenvärden.
- Inom datavetenskap är lambda det tidsfönster under vilket en process observeras för att bestämma arbetsminnesuppsättningen för en digital dators virtuella minneshantering.
- Inom astrofysiken representerar lambda sannolikheten för att en liten kropp möter en planet eller en dvärgplanet, vilket leder till en avböjning av betydande storlek. Ett objekt med ett stort värde på lambda förväntas ha rensat sitt närområde, vilket uppfyller den nuvarande definitionen av en planet.

- Inom kristalloptik används lambda för att representera en gitterperiod innom Gitter (grupp).
- I evolutionära algoritmer anger λ det antal avkommor som skulle genereras från μ nuvarande population i varje generation. Termerna μ och λ härstammar från evolutionär strategisk notation.
- Lambda anger radioaktivitetens sönderfallskonstant inom kärnfysik och radioaktivitet. Denna konstant är mycket enkelt relaterad (med en multiplikativ konstant) till halveringstiden för alla radioaktiva material.
- Inom sannolikhetsteori representerar lambda tätheten av händelser inom ett tidsintervall, vilket modelleras av Poisson-fördelningen.
- Inom matematisk logik och datavetenskap används lambda för att introducera anonyma funktioner som uttrycks med hjälp av begreppen i lambdakalkylen.
- Inom partikelfysiken anger lambda den termiska de Broglie-våglängden
- Inom fysiken för elektriska fält anger lambda ibland den linjära laddningstätheten för en enhetlig linje av elektrisk laddning (mätt i coulombs per meter).
- I formell språkteori och inom datavetenskap betecknar lambda den tomma strängen.
- Lambda är en icke-standardiserad symbol i det internationella fonetiska alfabetet för den röststyrda alveolära laterala affrikaten [dɮ].
- Lambda betecknar Lebesgue-måttet i matematisk mängdlära.
- Goodmans och Kruskals lambda inom statistik anger den proportionella minskningen av felet när en variabels värden används för att förutsäga värdena för en annan variabel.

- Lambda betecknar den syresensor i ett fordon som mäter förhållandet mellan luft och bränsle i avgaserna från en förbränningsmotor (lambdasond).
- Lambda betecknar felfrekvensen för enheter och system inom tillförlitlighetsteorin och mäts i felhändelser per timme. Numeriskt är detta lambda också reciprokvärdet av medeltiden mellan fel.(Liknande den tidigare nämnda Goodmans och Kruskals lambda).
- Inom kriminologin betecknar lambda en individs frekvens av brott.
- Inom elektrokemi betecknar lambda också jonledningsförmågan hos en viss jon (jonens sammansättning anges i allmänhet som ett index till lambda-tecknet).
- Inom neurobiologin betecknar lambda längdkonstanten (eller den exponentiella avklingningstakten) för den elektriska potentialen över cellmembranet längs en del av en nervcells axon.
- Inom vetenskap och teknik för värmeöverföring betecknar lambda förångningsvärmen per mol av material (även kallat dess "latenta värme").

- Datorspelsserien Half-Life använder lambda (gement λ) som logotyp och skrivs ibland stiliserat som  HλLF-LIFE.

- Under en internationell konferens i Edinburgh, december 1974, beslutades det att bokstaven skulle användas internationellt som en symbol för gayrörelsen.[2]

## Unicode
|   | decimalt | hexadecimalt | HTML     |
| - | -------- | ------------ | -------- |
| λ | 955      | 3BB          | &lambda; |
| Λ | 923      | 39B          | &Lambda; |